# Fabrosaurus
Fabrosaurus ("Fabrův ještěr", na počest francouzského entomologa Jean-Henri Fabra) byl rodem býložravého dinosaura, který žil v době před 196 až 183 miliony lety na území současného Lesotha.

## Vzhled
Fabrosaurus vypadal jako pokročilejší ornitopodi, ale byl mnohem primitivnější. Měl také zobák, kterým okusoval rostliny, dlouhé nohy uzpůsobené běhu a krátké přední končetiny. Dosahoval délky pouze kolem 1 metru.

## FabrosaurusvsLesothosaurus

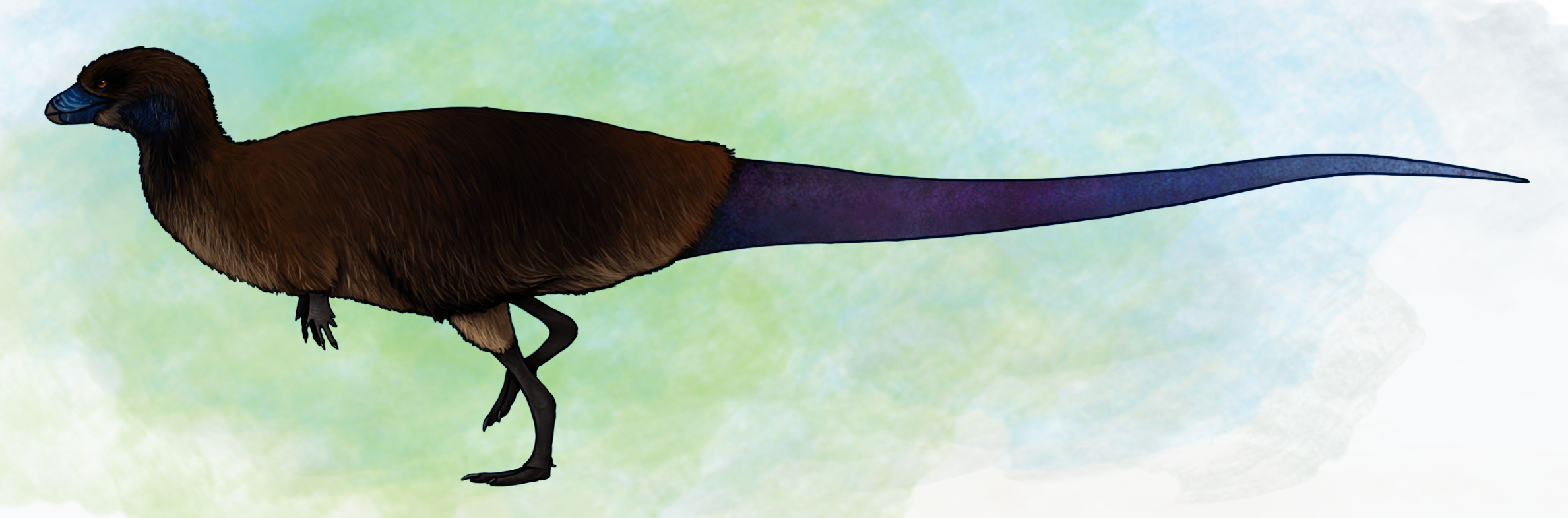
Lesothosaurus

Z fabrosaura byly nejdříve objeveny pouze čelisti se zuby, později i lebka, žebra, obratle a končetiny. Je však vědci považován za nomen dubium. Jeho příbuzný byl možná Lesothosaurus, který byl fabrosaurovi značně podobný. Možná jde o stejný rod, a pokud by se tak stalo, tak by jméno Fabrosaurus dostalo přednost, protože bylo použito dříve.